# Републико наша, здравей!
Републико наша, здравей! (рус. Республика наша, здравствуй!) — национальный гимн Народной Республики Болгария с 14 февраля 1947 года по 30 декабря 1950 года. Неофициально исполнялся, заменив предыдущие Боже, царя храни и Гей, славяне. Автор слов — Крум Пенев, музыки — Георги Димитров. 
В 1951 году гимном Болгарии стала песня «Българийо мила».

## Гимн
| Текст на болгарском Ярема на робство сурово И мрака на сива съдба Ний сринахме с огън и слово В жестока неравна борба. За нас свободата е свята И ние ще браним с любов Кръвта на борците, пролята По всяка падина и ров. За наши и чужди тирани, Родино, в теб няма простор! Ний помним безбройните рани, Фашисткия кървав терор. Припев Републико наша народна, Републико наша здравей! Земята ни днес е свободна, Свободно днес всеки живей! |